# 名木利幸
名木利幸（1971年11月29日—）是日本足球旁證。他出生於高知縣安藝市，後於1996年12月取得日本足球協會頒發的「1級裁判員資格」，得以為J1聯賽執法。
2003年，考獲國際足協的國際裁判資格，能為國際比賽執法。2010年11月，被亞洲足協委任為當屆亞冠聯賽決賽的旁證。同年12月，又為當屆世界冠軍球會盃的決賽執法。2014年世界盃，他為巴西對克羅地亞的揭幕戰擔任旁證。

## 資料來源
1. ↑  財団法人日本サッカー協会 公式サイト.  (PDF).   [2009年8月26日]. （原始内容存档 (PDF)于2012年8月23日）.
2. ↑  財団法人日本サッカー協会 公式サイト.  (PDF). 財団法人日本サッカー協会.   [2010年11月20日]. （原始内容存档 (PDF)于2016年3月4日）.
3. ↑  財団法人日本サッカー協会 公式サイト. . 財団法人日本サッカー協会.   [2011年2月22日]. （原始内容存档于2012-08-25）.